# Медрано (станция метро)
«Медрано» (исп. Medrano) —  станция Линии B метрополитена Буэнос-Айреса. Станция расположена между станциями «Карлос Гардель» и «Анхель Гальярдо». Станция расположена под улицей Авенида Корриентес на её пересечении с улицей Авенида Медрано в районе Альмагро. Станция была открыта 17 октября 1930 года на первом участке линии B, открытом между станциями между Федерико Лакросе и Кальяо.
Строительство станции было очень сложным, так как на этом месте находилась трамвайная остановка и станция Федерико Лакросе железной дороги Ferrocarril Central de Buenos Aires. Было необходимо вычислить расстояние от поверхности способное выдержать вес рельсов, трамваев и грузовых поездов, чтобы не было провалов земли в квартале Mercado de Abasto.
Станция метро также имеет вход в здание железнодорожной станции. Это одна из первых станций на которой расположены билетные кассы.

## Декорации
На северной платформе станции, находятся фрески созданные в честь драматурга Альберто Вакаресса, их сделали в 1984 году ученики начальной школы; также есть фреска без названия созданная в 1991 году Рикардо Ру. В то время как на южной платформе была создана в 1991 году фреска художников Хуана Пабло Ренци и Артура Хольцера под названием Durante посвящённая криминальной войне в заливе.

## Достопримечательности
Они находятся в непосредственной близости от станции:
- Пласа Альмагро
- Parroquia Santa María de Betania
- CeSAC N° 38
- Футбольный клуб Альмагро
- Общая начальная школа Коммуны Nº 11 провинции Жужуй
- Педагогическое училище Nº 07 José María Torres
- Коммерческая школа Nº 08 Patricias Argentinas
- Коммерческая школа Nº 25 Santiago de Liniers
- Общая начальная школа Коммуны Nº 19 Florencio Balcarce
- Детская школа Nº 02/02º Pampita
- Госпиталь Итальяно
- Facultad Regional Buenos Aires (Universidad Tecnológica Nacional)
- Biblioteca Popular Roberto J. Benamor
- Museo Etnográfico de las Obras Misionales Pontificias
- Известные бары Буэнос-Айреса El Banderín

## Галерея

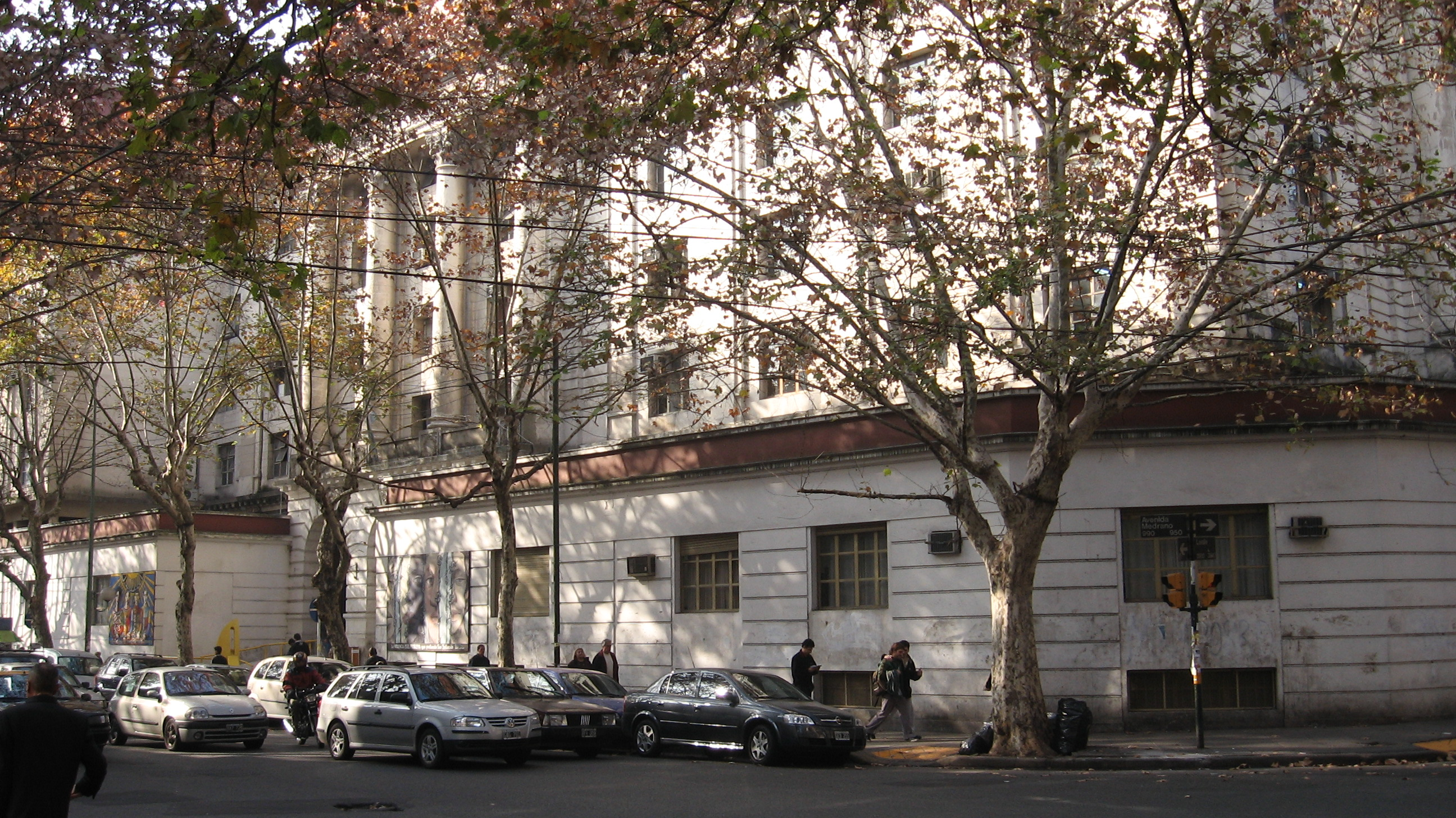
Технологический университет.
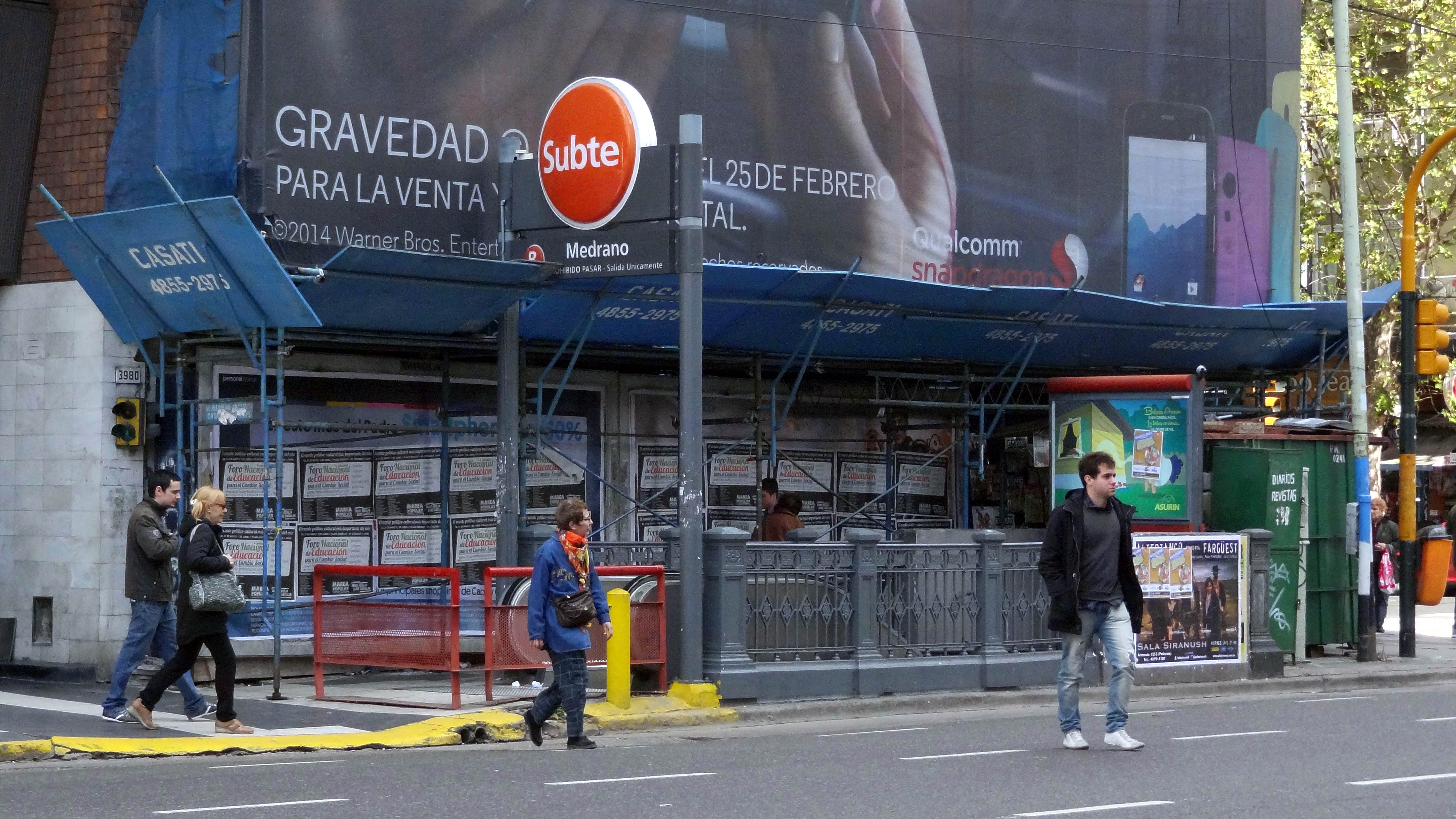
Вход с улицы.
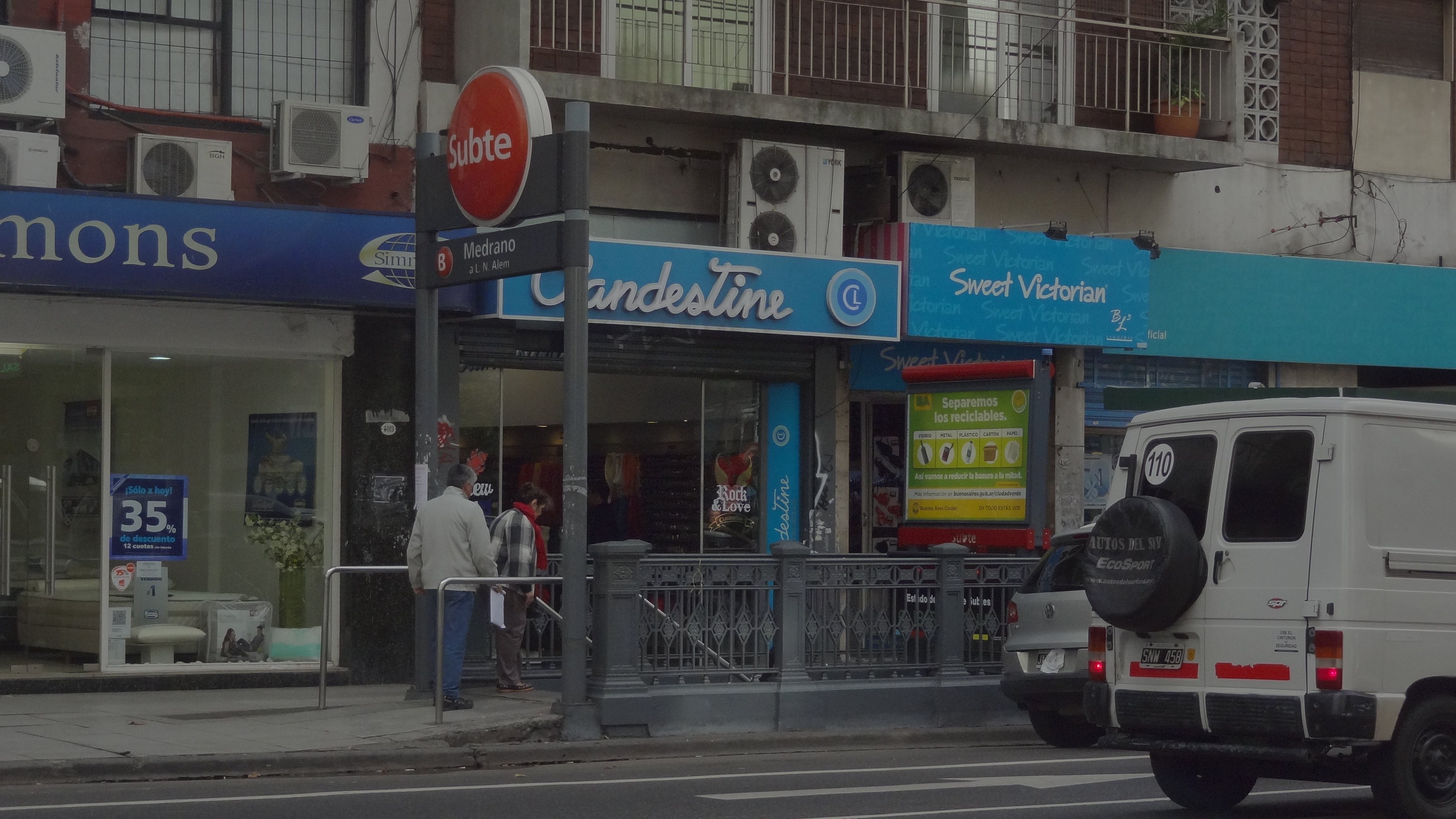
Вход с улицы.
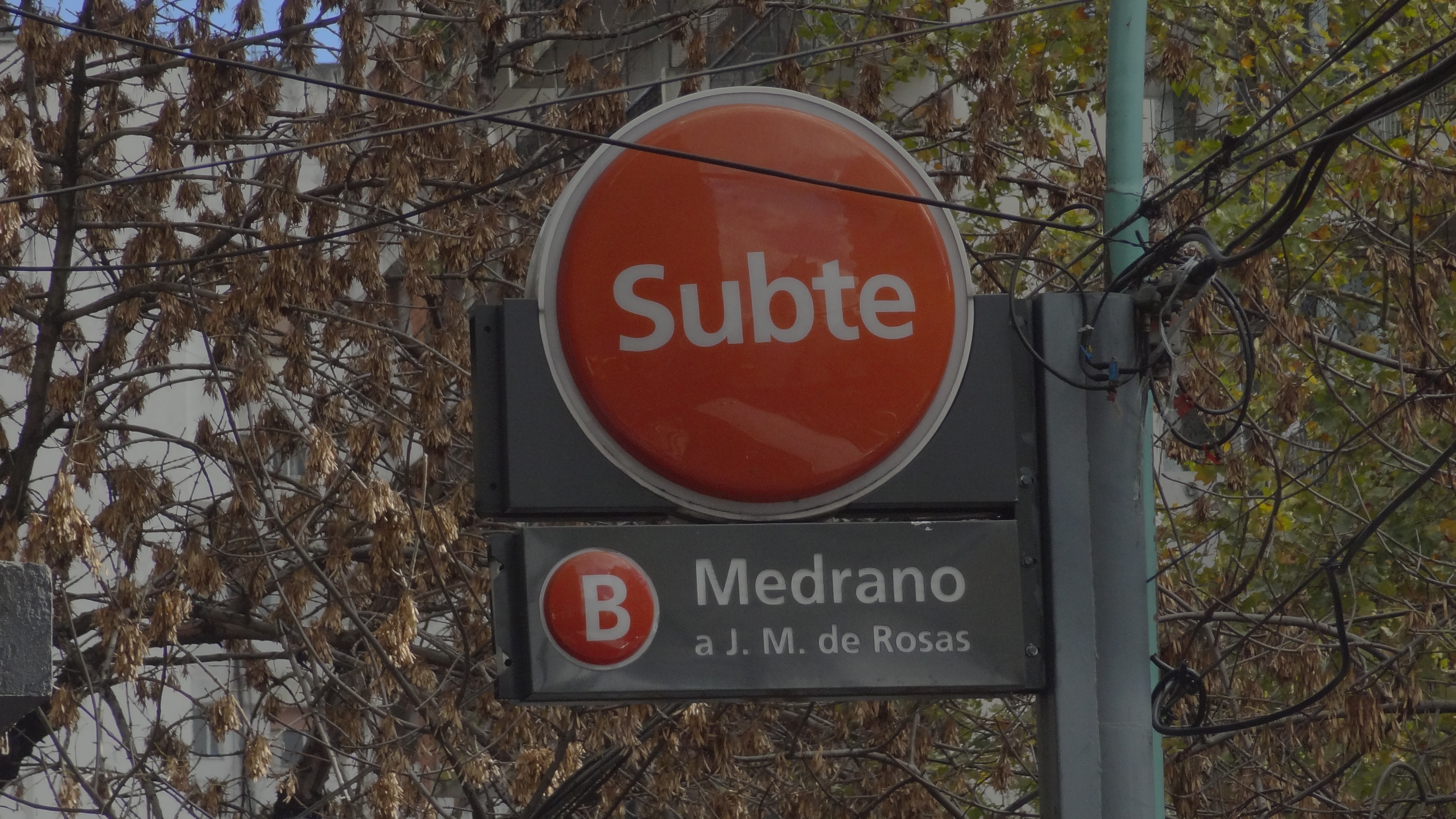
Вход с улицы Авенида Корриентес.